# Kindly Bent to Free Us
Kindly Bent to Free Us is een studioalbum van Cynic. Het duurde enige tijd voordat het album klaar was. Het schrijven van muziek was al bezig in februari 2012; eind dat jaar ging de band als trio de geluidsstudio in Los Angeles in. De band ging daarna op tournee. Vervolgens vertrok Sean Reinert en werd in 2015 vervangen door Matt Lynch.

## Musici
- Paul Masvidal – zang, gitaar, toetsinstrumenten
- Sean Malone – basgitaar, Chapman stick
- Sean Reinert – slagwerk

## Muziek
| Nr. | Titel                    | Duur |
| --- | ------------------------ | ---- |
| 1.  | True Hallucination Speak | 6:03 |
| 2.  | The Lion’s Roar          | 4:34 |
| 3.  | Kindly Bent to Free Us   | 6:27 |
| 4.  | Infinite Shapes          | 4:57 |
| 5.  | Moon Heart Sun Head      | 5:21 |
| 6.  | Gitanjali                | 3:58 |
| 7.  | Holy Fallout             | 6:35 |
| 8.  | Endlessly Bountiful      | 3:56 |

Er was ook een luxe uitgave met het bonusnummer Earth Is My Witness (4:32) in omloop.